# 3Com

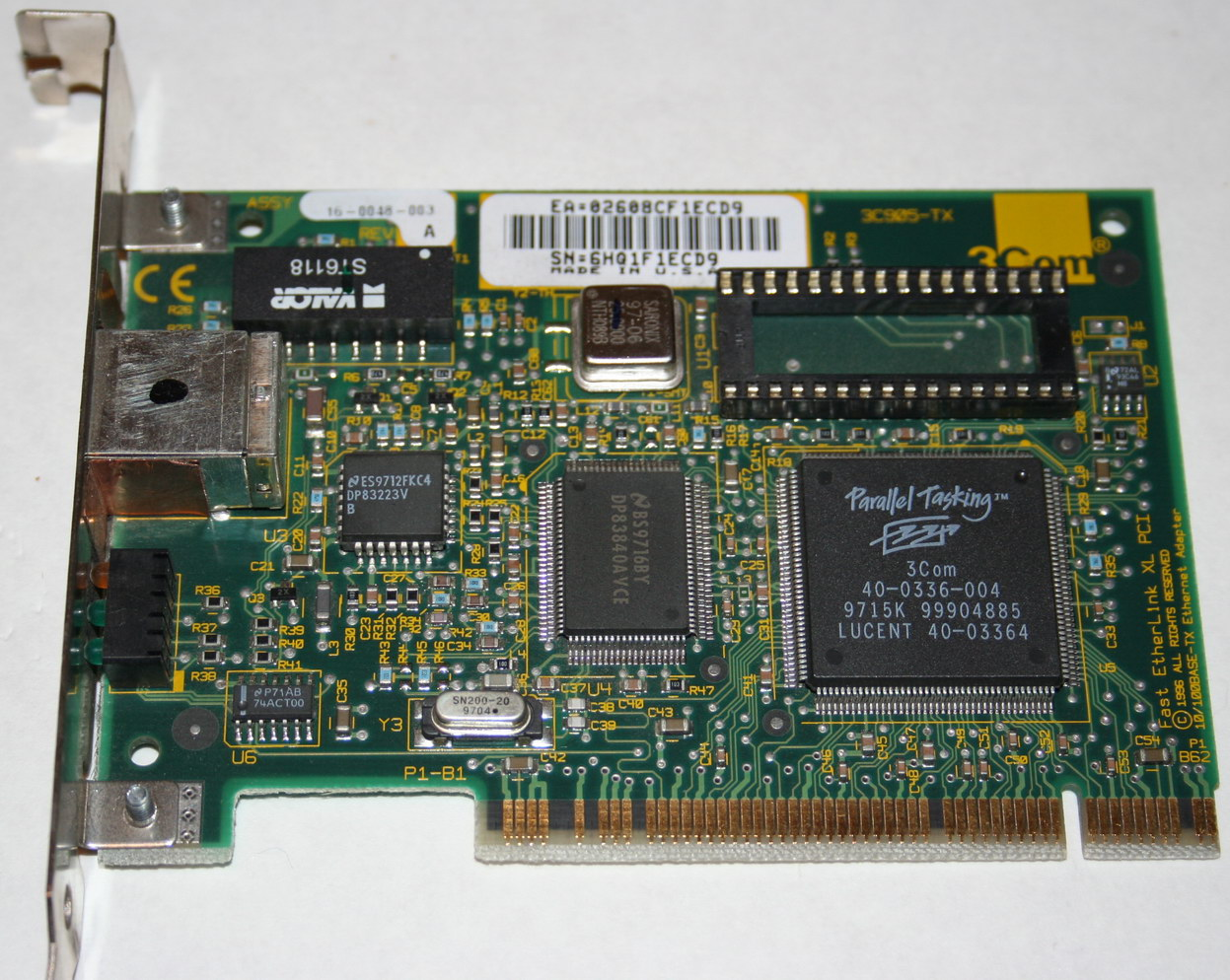
3c905 Netwerkkaart van 3Com

3Com was een Amerikaanse fabrikant, voornamelijk bekend van onderdelen voor computernetwerken. Het bedrijf was gevestigd in Marlborough, Massachusetts, bij Boston.
Het bedrijf is bekend geworden met zijn netwerkkaarten 3c509 en later 3c905. Verder maakten ze ook hubs, routers, switches.

## Geschiedenis
Robert Metcalfe vond bij Xerox PARC ethernet uit. Hij richtte in 1979 het bedrijf 3Com op. Het bedrijf begon netwerkkaarten te maken voor de LSI-11, IBM PC, en de VAX-11. De naam 3Com staat voor de focus op "Computers, Communication en Compatibility".
In 2003 is 3Com een alliantie aangegaan met het Chinese bedrijf Huawei onder de naam H3C, binnen deze alliantie is men gestart met de bouw en ontwikkeling van een nieuw "datacenter tot branch" productportfolio, toen voornamelijk gericht op de Chinese groot zakelijke markt.
In 2007 heeft 3Com Huawei uitgekocht en is H3C een volledige dochter van 3Com geworden.
Sinds 2008 worden de producten van H3C ook in de rest van de wereld verkocht middels de "China Out" strategie. Sinds 12 april 2010 is 3Com eigendom van HP en bestaat het niet meer als zelfstandige entiteit. H3C werd hierdoor een volledige dochteronderneming van HP, en functioneert nog altijd onder die naam en hield het hoofdkantoor in Hangzhou in China.